# Аделаїд Ламберт
Аделаїд Ламберт (англ. Adelaide Lambert, 27 жовтня 1907 — 17 квітня 1996) — американська плавчиня.
Олімпійська чемпіонка 1928 року.